# Prawo miejsca zamieszkania
Prawo miejsca zamieszkania dla osoby fizycznej w prawie prywatnym międzynarodowym miejsce zamieszkania.
Istnieją spory w polskiej doktrynie prawniczej odnośnie do rozumienia miejsca zamieszkania. Według jednej koncepcji należy je definiować według prawa, w którym zamieszkuje dana osoba, według drugiej należy ją definiować według polskiego kodeksu cywilnego, według trzeciej jest to samoistne pojęcie polskiego prawa prywatnego międzynarodowego.
Łącznik ten jest używany przez polską ustawę Prawo prywatne międzynarodowe z 2011 roku m.in. przy zobowiązaniach umownych, jeżeli strony nie wybrały prawa w drodze swobody umów, oraz do stosunku pracy.
Regulacje odnośnie do ustalania zamieszkania osoby fizycznej zawarte są w art. 52 Konwencji lugańskiej.